# Burlesque
Burlesque é um filme musical e comédia dramática estadunidense de 2010, escrito e dirigido por Steve Antin e estrelado pelas cantoras Christina Aguilera e Cher, e também Eric Dane, Cam Gigandet, Julianne Hough, Alan Cumming, Peter Gallagher, Kristen Bell, Stanley Tucci e Dianna Agron. O filme foi lançado em 24 de novembro de 2010 na América do Norte, e foi o filme de estreia de Aguilera como atriz, e o retorno de Cher à sétima arte.
Cher e Aguilera contribuíram para a trilha sonora do filme, com Aguilera cantando oito faixas e Cher duas. O álbum foi lançado nos Estados Unidos em 22 de novembro de 2010, e recebeu duas indicações ao Grammy Award. A canção "You Haven't Seen the Last of Me", foi escrita por Diane Warren e cantada por Cher, e também ganhou o Globo de Ouro na categoria "Melhor Canção Original" em 2011, enquanto o filme foi indicado para o Globo de Ouro na categoria "Melhor Filme - Musical ou Comédia". O filme arrecadou 90 milhões dólares em todo o mundo.

## Sinopse
Ali (Christina Aguilera) é uma jovem bondosa e sonhadora, com uma bela voz, que escapa da vida dura e de um futuro incerto em uma cidade do interior do Iowa e vai para Los Angeles, para concretizar os seus sonhos. Por acaso, ela chega a um teatro majestoso, porém em péssimo estado de conservação, The Burlesque Lounge, onde está sendo exibido um fantástico musical. Ali acaba sendo contratada como garçonete por Tess (Cher), dona e administradora do teatro.
Os fantásticos figurinos do estilo burlesco e a coreografia ousada conquistam Ali, que se promete que um dia subirá ao palco do teatro e mostrar seu talento. Logo, Ali fica amiga da dançarina Georgia (Julianne Hough), o que provoca o ciúme em Nikki (Kristen Bell), uma dançarina desequilibrada e dissimulada, e também conquista o amor de Jack (Cam Gigandet), que trabalha como barman e músico e que também veio do interior de outro estado, do Kentucky. Com a ajuda do esperto cenógrafo Sean (Stanley Tucci) e o apresentador transformista Alexis (Alan Cumming), Ali consegue sair do bar e subir ao palco. Sua voz espetacular ajuda a recuperar a antiga glória do The Burlesque Lounge, porém somente depois que o empresário carismático Marcus (Eric Dane) chega com uma proposta tentadora.

## Elenco
- Christina Aguilera como Alice "Ali" Marilyn Rose
- Cher como Tess Scali
- Cam Gigandet como Jack Miller
- Kristen Bell como Nikki
- Stanley Tucci como Sean
- Eric Dane como Marcus Gerber
- Alan Cumming como Alexis
- Peter Gallagher como Vincent "Vince" Scali
- Julianne Hough como Georgia
- Dianna Agron como Natalie
- Glynn Turman como Harold Saint
- Terrence Jenkins como Dave
- David Walton como Mark
- Taylor White como Angelique
- Chelsea Traille como Coco
- Tyne Stecklein como Jesse

## Produção
Aguilera estreou no seu primeiro filme como personagem principal, uma "garota de cidade pequena com uma grande voz", que encontra trabalho em um clube burlesco em Los Angeles, inspirado no Cabaret, de Bob Fosse, um entretenimento burlesco europeu. As gravações de Burlesque começaram em 9 de novembro de 2009 e terminou em 3 de março de 2010. Cher por sua vez, estrelou em seu primeiro papel no cinema desde 2003, em "Stuck on You". Ela interpreta Tess, uma ex-dançarina que luta para manter seu clube aberto e serve como uma mentora para o personagem de Aguilera, Ali. O amor de Ali (Christina Aguilera) é interpretado por Cam Gigandet, Stanley Tucci é o gerente da boate, e Alan Cumming, Kristen Bell, Eric Dane e Julianne Hough completam o elenco. Dianna Agron faz uma aparição no filme como noiva de Jack, Natalie. Antin escreveu o roteiro, e Diablo Cody fez uma revisão, que foi posteriormente revisto e editado por Susannah Grant. Burlesque é um dos filmes mais caros da Screen Gems, com exceção dos filmes de Resident Evil, com custos de US$ 55 milhões.

## Música

### Números músicais
1. "Something's Got a Hold on Me" (Christina Aguilera) – Ali[8]
2. "My Drag (Deva Dragon & Squirrel Nut Zippers)" – Salão Burlesco
3. "Welcome to Burlesque Tango" – A banda
4. "Welcome to Burlesque" (Cher) – Tess
5. "Diamonds Are a Girl's Best Friend" (Marilyn Monroe) – Nikki e Georgia
6. "Diamonds Are a Girl's Best Friend" (Christina Aguilera) – Ali
7. "Long John Blues" (Megan Mullally) – Nikki
8. "Nasty Naughty Boy" (Christina Aguilera/versão instrumental) – Ali
9. "Wagon Wheel Watusi" (Elmer Bernstein) – Ali
10. "Ray of Light" (Madonna) – Salão Burlesco
11. "That's Life" (Alan Cumming) – Alexis  (DVD)
12. "Tough Lover" (Etta James) – Salão Burlesco
13. "Tough Lover" (Christina Aguilera) – Ali
14. "I Am a Good Girl" (Christina Aguilera) – Ali
15. "A Guy What Takes His Time" (Christina Aguilera) – Ali
16. "Express" (Christina Aguilera) – Ali
17. "Jungle Berlin (instrumental)" – Alexis
18. "You Haven't Seen the Last of Me" (Cher) – Tess
19. "Bound To You" (Christina Aguilera) – Ali
20. "Show Me How You Burlesque" (Christina Aguilera) – Ali

### Trilha sonora
A trilha sonora de Burlesque foi primeiramente confirmada pelo USA Today, consistindo em 12 faixas. Tricky Stewart e Danja trabalharam como produtores. Os dois números de Cher são, "Welcome to Burlesque", composição de Lindsey Steven, Gerrard Mattew R.T e Midnigth Charlie, e  "You Haven't Seen the Last of Me" de Diane Warren, essa última já tem remixes oficiais feitos por djs como Almighty, Dave Aude e Stonebridge, com lançamento ainda não anúnciado. Claude Kelly co-escreveu três faixas e Sia Furler trabalho com Christina Aguilera em uma delas.
"You Haven't Seen the Last of Me", escrita por Diane Warren e interpretada por Cher, ganhou o Globo de Ouro de Melhor Canção Original, vencendo "Bound to You" de Christina Aguilera e Sia, que também concorria na mesma categoria. A canção atingiu o primeiro lugar na Billboard Hot Dance Club Songs, dando a Cher a distinção de ser a única artista com uma música em primeiro lugar por seis décadas consecutivas (1960, 1970, 1980, 1990, 2000 e 2010).

### Certificações
| País/Associação       | Certificação | Vendas   |
| --------------------- | ------------ | -------- |
| Austrália - ARIA      | Ouro         | 35,000+  |
| Canadá - CRIA         | Ouro         | 40,000+  |
| Taiwan - RIT          | 2× Platina   | 27,000+  |
| Japão - Oricon        | Ouro         | 100,000+ |
| Estados Unidos - RIAA | Ouro         | 650,000+ |

## Divulgação
O trailer foi anexado a exibição de Step Up 3D e Easy A O primeiro spot televisivo estreou durante a estreia da 2ª temporada de Glee na Fox em 21 de setembro de 2010. O terceiro spot televisivo também foi ao ar no dia seguinte durante "Dancing with the Stars", mais tarde seguida por outra durante Shore da MTV Jersey. Vários teasers musicais foram liberados para fins promocionais, incluindo "Something's Got a Hold on Me" de Etta James. Esta foi seguida pela faixa "I am a Good Girl", que foi lançado em novembro de 2010.
Aguilera cantou "Bound to You" no The Tonight Show with Jay Leno e deu uma entrevista. Aguilera também deu uma entrevista para mostrar handler anfitrião Chelsea para discutir o filme e outros assuntos. Em 19 de novembro de 2010, Aguilera também deu uma entrevista para a Ellen DeGeneres. Ela então realizou uma faixa da trilha sonora, "Something Got a Hold on Me". Aguilera cantou "Express" no American Music Awards de 2010 e Show Me How You Burlesque. Ela também cantou "Express" no final da sétima temporada do The X Factor.

## Recepção

### Crítica
O filme recebeu críticas mistas, geralmente destacando o cenário elaborado e o retorno de Cher ao cinema. Acumulou uma nota média de 52/100 no Metacritic baseado em 38 análises e média 7/10 na crítica dos usuários. Rotten Tomatoes deu ao filme 5/10, em contraste com os usuários que deram 5/10 também. The Hollywood deu ao filme uma crítica positiva denominando a dupla formada por Aguilera e Cher como "engenhoso", concluindo sua análise, dizendo: "Burlesque celebra o seu talento das duas estrelas renascendo deste gênero divertido e ousado."
San Francisco Chronicles deu ao filme uma crítica positiva, observando que: "Burlesque é irresistível desde seus primeiros minutos e, com o tempo, ele cria uma integração, não apenas na tela, mas com o público, que é grande, perfeita para entreter a todos". Chicago Tribune também avaliaram positivamente a Burlesque, observando que "o mais simples de Burlesque são os diálogos que tornam o filme intencionalmente engraçado".

### Bilheteria
Burlesque foi lançado numa quarta-feira, em 24 de Novembro de 2010 November, o dia de Ação de Graças nos Estados Unidos, no dia da abertura, ficou empatado com Harry Potter e as Relíquias da Morte: Parte 1. Na quinta-feira, 25 de novembro de 2010, o filme caiu e ficou atrás de Harry Potter. No domingo, 28 de novembro de 2010, voltou-se com uma boa colocação, e ultrapassou Harry Potter. O filme ficou entre os 5 primeiros até 10 de Dezembro de 2010.
A semana de Ação de Graças, Burlesque arrecadou mais de 9,65 milhões dólares ($6,1 milhões apenas no fim de semana), para um total de 26.980 mil dólares para os primeiros 12 dias. A partir de 6 de fevereiro de 2011, tinha arrecadou $49,4 milhões na América do Norte, e, como de 15 de maio de 2011, 50.150 mil dólares em países estrangeiros, para um total de US$ 90 milhões no mundo.

## Prêmios e indicações
| Ano  | Recipiente                                             | Categoria                                                                      | Resultado |
| ---- | ------------------------------------------------------ | ------------------------------------------------------------------------------ | --------- |
| 2010 | NewNowNext Awards                                      | Melhor Futuro Filme                                                            | Venceu    |
| 2010 | Houston Film Critics Society Awards 2010               | Melhor Canção Original - You Haven't Seen the Last of Me                       | Indicado  |
| 2010 | Satellite Awards                                       | Melhor Canção Original - You Haven't Seen the Last of Me                       | Venceu    |
| 2010 | Phoenix Film Critics Society Awards                    | Melhor Canção Original - You Haven't Seen the Last of Me                       | Venceu    |
| 2010 | St. Louis Gateway Film Critics Association Awards 2010 | Melhor trilha sonora                                                           | Indicado  |
| 2011 | Critics' Choice Awards                                 | Melhor Canção - You Haven't Seen the Last of Me                                | Indicado  |
| 2011 | Golden Globe Awards                                    | Melhor Filme de Musical ou Comédia                                             | Indicado  |
| 2011 | Golden Globe Awards                                    | Melhor Canção Original - You Haven't Seen the Last of Me                       | Venceu    |
| 2011 | Golden Globe Awards                                    | Melhor Canção Original - Bound To You                                          | Indicado  |
| 2011 | GALECA Dorian Awards                                   | Filme do Ano                                                                   | Venceu    |
| 2011 | Golden Reel Awards                                     | Melhor Edição de Som                                                           | Indicado  |
| 2011 | Costume Designers Guild Awards                         | Melhor Filme                                                                   | Indicado  |
| 2011 | GLAAD Media Awards                                     | Filme do Ano                                                                   | Indicado  |
| 2011 | ALMA Awards                                            | Melhor Atriz de Comédia ou Musical - Christina Aguilera                        | Indicado  |
| 2011 | World Soundtrack Awards                                | Melhor Canção Original escrita para um Filme - You Haven't Seen the Last of Me | Indicado  |
| 2012 | Grammy Award                                           | Melhor Canção escrita para Filme                                               | Indicado  |
| 2012 | Grammy Award                                           | Melhor Trilha Sonora                                                           | Indicado  |